# ایکس‌لارج
ایکس‌لارج فیلمی به کارگردانی محسن توکلی، نویسندگی محمد عزت‌خانی و تهیه‌کنندگی محمدحسین فرحبخش محصول سال ۱۳۹۷ است.

## خلاصه داستان
این فیلم داستان سه جوان امروزی را روایت می‌کند که بعد از رهایی از زندان و در مسیر تحقق رویاهایشان، با اتفاقاتی غیرمنتظره روبرو می‌شوند.

## بازیگران
| بازیگر             | نقش           |
| ------------------ | ------------- |
| میرطاهر مظلومی     | ارسلان جمشیدی |
| یوسف تیموری        | سیامک تیموری  |
| علی صادقی          | فرید مددی     |
| اکبر عبدی          | مش اکبر       |
| محمد رضا شریفی نیا | یوسف          |
| بهاره رهنما        | نرگس          |
| سحر قریشی          | مونا          |
| سحر نظام دوست      | قناری         |
| احمد ایراندوست     | پلیس          |
| محمدرضا رهبری      | فرزاد         |
| مختار سائقی        | سیروس بنفشه   |
| احمدرضا موسوی      | شاپور زبل     |
| علیرضا قادری       | گروگان گیر    |
| مجید علیزاده       | گروگان گیر    |
| سپیده مراد پور     | نامزد فرزاد   |
| دلسا کریم زاده     | هستی          |
| سیامک اشعریون      | صفر جیگر      |
| رضا ناجی           | رحیم شلخته    |
| اکبر اصفهانی       | محمد وانتی    |
| حسین صفاریان       | زندانی        |
| میثم رستگاری       | صاحب رستوران  |
| هاوار قاسمی        | گروگان گیر    |
| امیر شیروانی       | گروگان گیر    |